# Gelb ist nicht nur die Farbe der Sonne
Gelb ist nicht nur die Farbe der Sonne ist ein deutscher Kriminalfilm von Rainer Bär aus dem Jahr 1979. Der Fernsehfilm war ursprünglich als Teil der Reihe Polizeiruf 110 geplant, wurde jedoch schließlich als Einzelfilm gesendet.

## Handlung
Die zehnjährige Brigitte macht mit ihrem Vater Peter Urlaub an der Ostsee. Ihr kleiner Bruder ist bei der Oma und die Mutter muss arbeiten. Die Urlaubstage verlaufen harmonisch, da sich Tochter und Vater sehr gut verstehen. Er nennt sie scherzhaft „Prinzessin“, sie gehen oft schwimmen und Brigitte führt Tagebuch über den gemeinsamen Urlaub. Hin und wieder stellen beide fest, dass ihnen die anderen beiden Familienmitglieder fehlen, doch trübt es den Urlaub kaum. Eines Tages ist ihr Strandkorb von einer fremden Frau besetzt. Die junge Schöne stellt sich ihnen als Fräulein Lorenz vor und berichtet, dass sie mit ihrem Bruder und ihrem Freund zum Segeln an der Ostsee sei. Sie geht nach kurzer Zeit, vergisst jedoch ihre Sonnenbrille. Brigitte und Peter suchen sie im Yachthafen auf und Fräulein Lorenz zeigt ihnen das Boot. In der Folgezeit verbringen Peter, Brigitte und Fräulein Lorenz immer häufiger den Urlaub zusammen, doch fühlt sich Brigitte bald ausgeschlossen. Ihr Vater widmet ihr nicht mehr die Zeit wie früher und das Kind argwöhnt, dass Peter eine Affäre mit Fräulein Lorenz beginnen könnte. Die anfängliche Herzlichkeit schlägt in Aggression um. Immer häufiger reagiert Brigitte ablehnend auf Fräulein Lorenz, zerstört Geschenke, die sie ihr gemacht hat, beschimpft sie in ihrer Abwesenheit und bricht schließlich in Tränen aus. Ihr Vater erkennt den Grund der Aggressionen nicht und schlussfolgert, dass sie krank ist, doch kann der Arzt keine Erkrankung feststellen. Peter ist gerade bei einem Reifenwechsel und hat die Muttern des neuen Rades nur locker angezogen, als er zum Telefon in der Post des Ortes gerufen wird. Seine Frau ist am Apparat. Brigitte will mitgehen, doch soll sie aufgrund ihres Gesundheitszustands im Haus bleiben. Brigitte wirft ihrem Vater vor, dass sie nur wegen Fräulein Lorenz nicht mit ihrer Mutter sprechen dürfe, und Peter reagiert schockiert. In Peters Abwesenheit erscheint Fräulein Lorenz und leiht sich, wie einige Zeit vorher abgesprochen, den Wagen für eine Besorgungsfahrt. Brigitte warnt sie nicht, dass das Rad nicht fest ist.
Ein Jahr später hat ein Leutnant der Kriminalpolizei anonym das Tagebuch eines Mädchens erhalten. Es fehlen einige Seiten, sodass die Identität der Schreiberin nicht bekannt ist. Das Tagebuch enthält neben den Berichten von Urlaubstagen auch Zeichnungen. Sie zeigen unter anderem einen Leuchtturm, aber auch ein gelbes Auto, das von einer Klippe fällt. Aufgrund dieses Bildes hat der Vorgesetzte des Leutnants entschieden, dass dieser zu Beginn seines Ostseeurlaubs in dem möglichen Fall ermitteln soll. Sein Chef ahnt, dass das Bild nur der Fantasie des Mädchens entsprungen ist. Tatsächlich kann der Ermittler den Leuchtturm ausfindig machen, den Brigitte, Peter und Fräulein Lorenz besichtigt hatten. Peter hatte seinen Fotoapparat vergessen, den der Ermittler an sich nimmt. Er lässt die Bilder entwickeln. Anhand der Fotos kann er den Yachthafen ausfindig machen, wo man zunächst nur zwei Männer bei Arbeiten an dem betreffenden Boot sieht, bevor Fräulein Lorenz aus der Kajüte kommt und das Boot verlässt. Der Ermittler denkt nun, dass das gemalte Bild wirklich nur Fantasie war. Der Abschnittsbevollmächtigte (ABV) klärt ihn auf, dass es im vorigen Jahr tatsächlich einen solchen Unfall gegeben habe: Als Fräulein Lorenz mit dem Wagen losfuhr, traf sie schon nach kurzer Wegstrecke Peter, der den Wagen übernahm. Seine Frau hatte ihm berichtet, dass sie bereits am Bahnhof auf ihn wartet und mit ihm und Brigitte die Restferien verbringen will. Peter macht Fräulein Lorenz deutlich, dass ihr gemeinsamer Urlaub nun vorbei ist, zumal Brigitte unschöne Andeutungen gemacht habe. Es ist Peter, der mit dem Wagen verunglückte. An der Steilküste löst sich das Rad und der Wagen fällt die Küste hinab und explodiert. Der Leutnant erbittet vom ABV die Anschrift von Mutter und Tochter, auch wenn der Fall bereits abgeschlossen ist.

## Produktion
Gelb ist nicht nur die Farbe der Sonne wurde vom 5. Juni bis 5. August 1978 in Berlin, Wustrow, Ahrenshoop, Prerow, Wismar und Caputh und am Kap Arkona gedreht. Die Kostüme stammen von Ute Rossberg, die Filmbauten schuf Günther Möller. Der Film erlebte am 24. Juni 1979 seine Fernsehpremiere. Der im Film ermittelnde Leutnant wird nicht namentlich genannt. Schauspieler Werner Tietze verkörperte im Polizeiruf zu dieser Zeit Leutnant Woltersdorf, sodass der ermittelnde Leutnant in der Regel mit Leutnant Woltersdorf gleichgesetzt wird, der so seinen fünften Fall übernahm. Karl-Ernst Sasse stand dem Film als musikalischer Berater zur Seite. Zu hören ist das 21. Klavierkonzert von Wolfgang Amadeus Mozart.
Ursprünglich wurde der Film als Folge der Fernsehreihe Polizeiruf 110 produziert, jedoch außerhalb der Reihe gesendet. Er gehört damit, wie auch die Filme:
- Herbstzeit (1979)
- Die Lieben Luder (1983)
- Klassenkameraden (1984)
- Außenseiter (1985)
- Kalter Engel (1986)
- Im Alter von … (1974)
- Rosis Mann (1984)

zu den produzierten Polizeiruf-Folgen, die aus unterschiedlichen Gründen nicht in die Polizeiruf-Reihe aufgenommen wurden oder keine Sendefreigabe erhielten.

## Kritik
Für den film-dienst war Gelb ist nicht nur die Farbe der Sonne ein „betulicher (Fernseh-)Kriminalfilm“.
„Originell, aber etwas zu gelassen erzählt“, befand TV Spielfilm.